# 日出泉 (亞利桑那州)
日出泉（英語：Sunrise Springs）是位於美國亞利桑那州阿帕契縣的一個非建制地區。該地的面積和人口皆未知。

## 地理
日出泉的座標為35°36′13″N 109°44′43″W / 35.60361°N 109.74528°W，而該地的平均海拔高度為1848米（即6063英尺）。